# Краснопевцев, Георгий Михайлович
Гео́ргий Миха́йлович Краснопе́вцев (1907—1998) — советский гребец-байдарочник, тренер, педагог по гребле на байдарках и каноэ. Многократный чемпион СССР, заслуженный мастер спорта. Старший тренер спортивного общества «Пищевик» и сборной СССР, заслуженный тренер, кандидат педагогических наук. Участник Великой Отечественной войны.

## Биография
Родился в 1907 году.
С детства увлекался спортом, сначала занимался народной греблей, затем перешёл в греблю на байдарках и каноэ. Выступал за ленинградское добровольное спортивное общество «Пищевик», первого серьёзного успеха добился в 1936 году, когда завоевал звание чемпиона Советского Союза по гребле на шлюпках. В 1941 году окончил Ленинградский институт инженеров гражданского воздушного флота, одновременно с этим работал инструктором, заведовал делами гребной базы.
Из-за начавшейся Великой Отечественной войны вынужден был прервать спортивную карьеру, по заданию командования армии готовил отряды лыжников для отправки на фронт. Впоследствии награждён орденами и медалями, в том числе орденом Отечественной войны II степени, медалями «За боевые заслуги», «За отвагу» и пр.
После войны возобновил выступления в гребле, в 1947 году с одноместной байдаркой выиграл всесоюзное первенство на десятикилометровой дистанции и стал первым гребцом, удостоенным почётного звания «Заслуженный мастер спорта СССР». Год спустя добыл сразу две золотые медали всесоюзного первенства, на сей раз среди двоек в гонках на 1000 и 10000 метров, ещё через год повторил это достижение. В зачёте всесоюзного первенства 1950 года был лучшим в заплывах на десять километров среди одиночных и парных байдарок. Последнего значимого успеха как спортсмен добился в 1951 году, когда вместе с давним напарником Нилом Савиным четвёртый раз подряд выиграл 10 км, став, таким образом, восьмикратным чемпионом СССР.
Завершив спортивную карьеру, Краснопевцев пошёл работать в Ленинградский научно-исследовательский институт физической культуры и спорта, в период 1951—1981 был научным сотрудником, старшим научным сотрудником, заведующим сектором, заведующим отделом, в 1954 году защитил кандидатскую диссертацию. В институте разрабатывал инновационные тренажёры для гребного спорта, подготовил 26 кандидатов наук, является автором 99 научных работ и методических пособий, соавтор справочника «Гребля на байдарках и каноэ».
Помимо выступлений в спортивных соревнованиях, преподавания и научной деятельности Георгий Краснопевцев также был тренером-практиком. Ещё в довоенные годы он тренировал членов общества «Пищевик», затем в период 1954—1974 занимал должность старшего тренера гребной сборной СССР. Был наставником многих чемпионов мира и Европы, призёров Олимпийских игр, в том числе под его руководством проходили подготовку такие мастера как Грациан Ботев, Павел Харин, Анатолий Демитков, Михаил Каалесте и др. В 1956 году, успешно свозив команду на две Олимпиады, стал первым заслуженным тренером СССР по гребле на байдарках и каноэ. В поздние годы неоднократно участвовал в соревнованиях в качестве судьи международной категории, осуществлял судейство на Олимпийских играх 1976 и 1980 годов.
Умер в 1998 году.

## Награды
- Медаль «За трудовую доблесть» (27.04.1957) — «за успехи, достигнутые в деле развития массового физкультурного движения в стране, повышения мастерства советских спортсменов, и успешное выступление на международных соревнованиях»